# ديليب دوتا
ديليب دوتا (29 سبتمبر 1949 في الهند - ) هو لاعب كريكت هندي.

## وصلات خارجية
- ديليب دوتا على موقع إي آس بي آن كريك إنفو (الإنجليزية)